# Sylvie Pialat

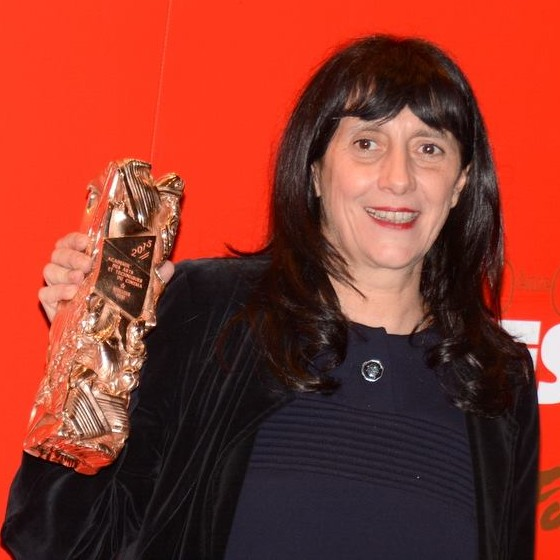
Sylvie Pialat bei der Verleihung der Césars 2015

Sylvie Pialat (* 9. Juni 1960 in Paris als Sylvie Françoise Danton) ist eine französische Filmproduzentin und Drehbuchautorin. Mehr als 60 Filme wurden von ihr produziert. In den Jahren 2014 und 2015 erhielt sie den Prix Daniel Toscan du Plantier, die Auszeichnung als bedeutendste französische Filmproduzentin dieser Jahre.

## Leben und beruflicher Werdegang
Sylvie Pialats Vater war kaufmännischer Berater bei Renault und erträumte sich für seine Tochter eine Karriere in der Wissenschaft. Sie legte daher ein Baccalauréat C am Lycée Carnot ab, das sie dank der Fächer Französisch, Philosophie und Sport bestand. In dieser Zeit war sie Aktivistin bei der Ligue communiste révolutionnaire. Nach zwei vergeblichen Versuchen, einen Studienplatz an der École normale supérieure zu bekommen entschied Sylvie Pialat sich für den Film. Sie begann als Praktikantin bei Filmen von Renault. 1982 gab ihr Cyril Collard, Assistent des Regisseurs Maurice Pialat, im Regieteam für den Film Auf das, was wir lieben eine Chance. Dort verliebte sie sich in den fast 35 Jahre älteren Maurice Pialat. Die beiden heirateten 1987, bekamen 1991 ein Kind und blieben bis zum Tod von Maurice Pialat 2003 zusammen. Zwischen 1995 und 2003 widmete sich Sylvie Pialat der Familie.
2005 wurde Sylvie Pialat Produzentin: Die Fotografin Marie-Laure de Decker, die mit Maurice Pialat zusammengearbeitet hatte, wollte im Tschad einen Film über das große regionale Fest Worso drehen, der später als Un voyage chez les Woodabés herauskam. Sylvie Pialat gründete dafür die Produktionsgesellschaft Les films du Worso.
Mehr als 60 Filme wurden von Sylvie Pialat produziert. Im Jahr 2024 wurde sie beim 77. Filmfestival von Cannes als Juryvorsitzende der Nebensektion Semaine de la critique berufen.

## Filmografie (Auswahl)

### Produktion
- 1985: Der Bulle von Paris (Police)
- 1991: Van Gogh
- 2009: Zu zweit ist es leichter
- 2010: Off Limits – Wir sind das Gesetz
- 2013: Der Fremde am See
- 2014: Timbuktu
- 2016: Haltung bewahren!
- 2016: Das unerwartete Glück der Familie Payan
- 2018: Auferstehen (La prière)
- 2019: Die Wütenden - Les Misérables (Koproduzentin)
- 2020: Online für Anfänger
- 2020: Effacer l’historique
- 2021: Albatros
- 2024: Les gens d’à côté
- 2025: Nur für einen Tag (Partir un jour)

### Drehbuch
- 1985: Der Bulle von Paris (Police) (als Sylvie Danton)
- 1987: Die Sonne Satans (Sous le soleil de Satan)
- 1995: Le Garçu (mit Maurice Pialat)

## Ämter und Mitgliedschaften
- 2006–2015 Präsidentin der Gesellschaft Côté court, die das Festival Côté court de Pantin organisiert, danach Ehrenpräsidentin[5]
- 2015 Vorsitzende der Jury für Spielfilme beim Festival de cinéma européen des Arcs
- 2018 Vorsitzende der Jury für die Queer Palm beim 71. Festival de Cannes[6]
- 2020 Jurymitglied beim Festival des amerikanischen Films

## Ehrungen und Auszeichnungen
- 2014: Prix Daniel Toscan du Plantier für den Film L’inconnu du lac[7]
- 2015: Prix Daniel Toscan du Plantier für den Film Timbuktu[8]
- 2015: Oscarnominierung des von ihr produzierten Films Timbuktu[5]
- 2018: Mitglied der Ehrenlegion[5]